# Mademoiselle Marie van Houtte
'Mademoiselle Marie van Houtte' est un cultivar de rosier obtenu en 1871 par le rosiériste lyonnais Jean-Claude Ducher (1820-1874),. Ce rosier rend hommage à la fille du fameux horticulteur belge Louis van Houtte et était très en vogue dans toute l'Europe à la fin du XIXe siècle et à la Belle Époque. Il est toujours disponible dans les catalogues.

## Description
Ce rosier thé issu d'un croisement 'Madame de Tartas' x 'Madame Falcot', présente un buisson (100 à 200 cm) érigé aux rameaux rougeâtres avec un feuillage vert clair aux feuilles à 5 ou 7 folioles. Ses grosses fleurs pleines et fortement parfumées, fleurissant par deux ou trois, sont bicolores : blanc jaunâtre avec les revers rose vif devenant rose pâle en fin de floraison. Celle-ci est bien remontante,. Cette variété nécessite une exposition ensoleillée. Elle apprécie le climat méditerranéen et supporte les hivers à -15°/-20°.
Cette rose est parfaite pour les massifs et aussi pour les bouquets. L'écrivain russe Anton Tchekhov en possédait dans sa villa de Yalta en Crimée. On peut notamment l'admirer à la roseraie du Val-de-Marne de L'Haÿ-les-Roses.

## Descendance
'Mademoiselle Marie van Houtte' a donné naissance à 'Maman Cochet' (Cochet 1892) par croisement avec 'Madame Lombard'.

## Distinction
- Médaille de vermeil de la Société centrale d'horticulture de France